# Light of Love (canção)
"Light of Love" é uma canção da banda britânica de rock T. Rex, escrita por Marc Bolan e lançada como single em 13 de julho de 1974 pela EMI Records. A faixa é retirada do álbum Bolan's Zip Gun (1975), enquanto seu lado B, "Explosive Mouth", aparece no álbum Zinc Alloy and the Hidden Riders of Tomorrow (1974). Nos Estados Unidos, ambas apareceram no álbum Light of Love. O revisor crítico da revista Rolling Stone, Ken Barnes, elogiou o som "otimista" e "econômico" do single, afirmando que a nova produção de Bolan era "fresca e atraente".
"Light of Love" foi o primeiro single do T. Rex em que a produção não envolveu Tony Visconti, sendo feita pelo próprio Bolan. A canção esteve na tabela musical britânica por um total de cinco semanas, chegando ao número 22, e é notável como sendo o primeiro single do T. Rex a perder o top 20. Aparece nos créditos finais do longa-metragem de Vince Vaughn, Delivery Man.